# Ciência sem Fronteiras
 (juin 2012).
 (mars 2021).
Ciência sem Fronteiras (Sciences sans frontières) est un programme de recherche mis en place le 26 juillet 2011, par le gouvernement fédéral brésilien pour promouvoir des bourses pour des projets scientifiques à l'étranger,.
L'objectif est d'atteindre 75 000 bourses d'ici 2014.